# انرژی فعال‌سازی

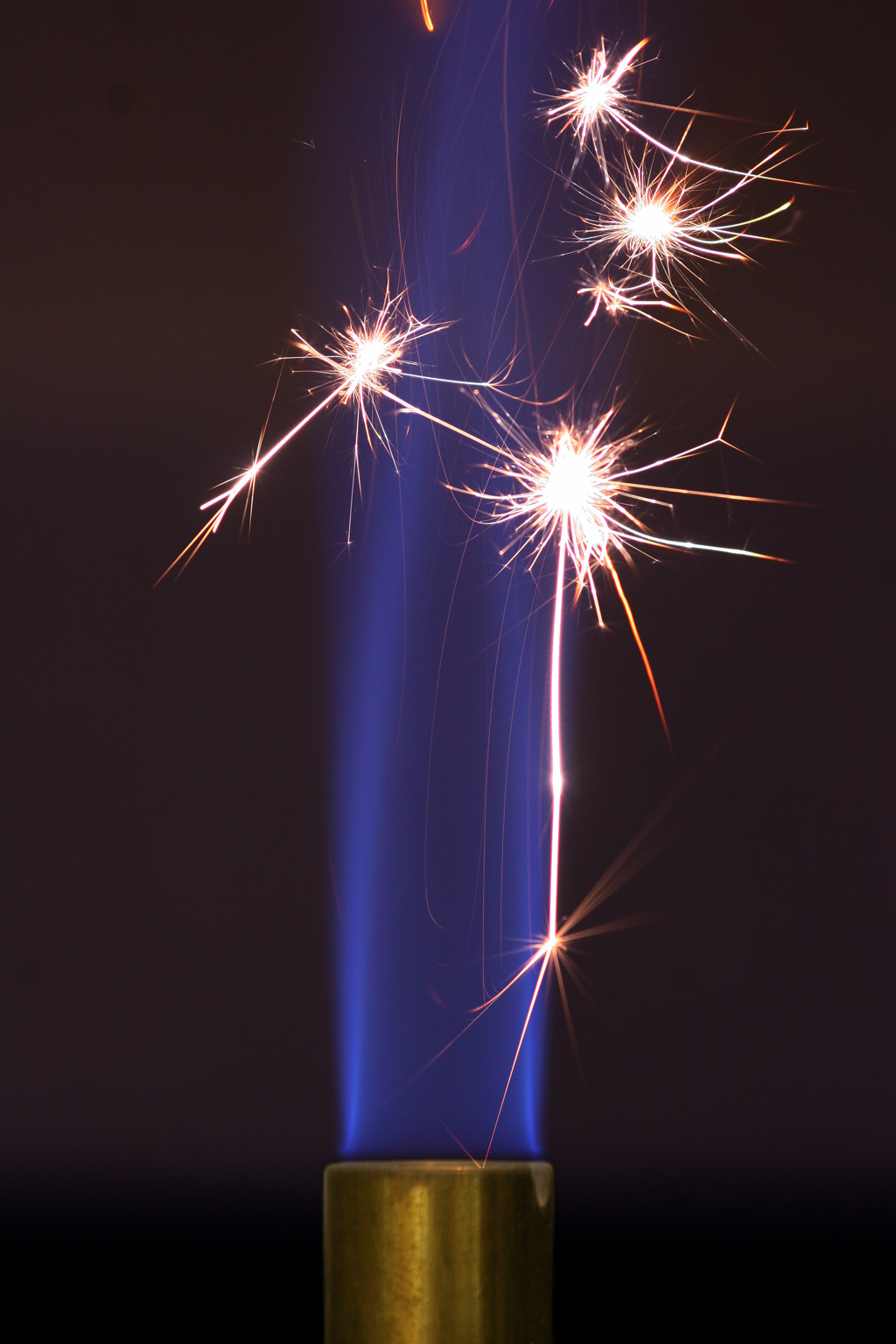
جرقه‌های ایجاد شده توسط سایش فولاد بر روی چخماق انرژی فعالسازی لازم برای آغاز احتراق چراغ بونزن را فراهم می‌کند. پس از آغاز احتراق، انرژی حاصل از واکنش، انرژی فعالسازی لازم برای ادامهٔ آن را فراهم می‌کند.

در شیمی انرژی فعال‌سازی (به انگلیسی: activation energy) یک نوع انرژی است که اولین بار در سال ۱۸۸۹ توسط شیمی‌دان سوئدی سوانت آرنیوس معرفی شد. به میزان انرژی لازم برای شروع یک واکنش شیمیایی ،انرژی فعال سازی یا اکتیواسیون می گویند یا به طور خلاصه می شود: انرژی به انرژی لازم برای آغاز واکنش گفته می‌شود. این انرژی با Ea مشخص شده و مقدار آن با واحد کیلوژول بر مول بیان می‌شود.